# 斯洛特 (路易斯安那州)
斯洛特（英語：Slaughter），是美国路易斯安那州下属的一座城市。根据2010年美国人口普查，该市有人口997人。建置上，属于“town”。